# Anna Flanagan
Anna Flanagan (Canberra, 8 de enero de 1992) es una jugadora australiana de hockey sobre césped.

## Trayectoria
Flanagan debutó con la selección australiana en el año 2010. Tuvo su primera participación olímpica en Londres 2012. Flanagan disputó más de 100 partidos con su selección. En el 2012 fue elegida mejor jugadora joven del mundo.